# سیارک ۱۰۱۲۶
سیارک ۱۰۱۲۶ (به انگلیسی: 10126 Larbro، نامگذاری:1993FW24) ده هزار و صد و بیست و ششمین سیارک کشف شده‌است که در ۲۱ مارس ۱۹۹۳ کشف شد.
قدر مطلق سیارک برابر ۱۵٫۵ است.